# Dusty Jonas
Dusty Jonas (Floresville, 19 aprile 1986) è un altista statunitense.

## Palmarès
| Anno | Manifestazione  | Sede    | Evento        | Risultato | Prestazione | Note |
| ---- | --------------- | ------- | ------------- | --------- | ----------- | ---- |
| 2008 | Giochi olimpici | Pechino | Salto in alto | 26º (q)   | 2,20 m      |      |
| 2010 | Mondiali indoor | Doha    | Salto in alto | Bronzo    | 2,31 m      |      |
| 2011 | Mondiali        | Taegu   | Salto in alto | 30º (q)   | 2,16 m      |      |
| 2013 | Mondiali        | Mosca   | Salto in alto | 16º (q)   | 2,26 m      |      |
| 2014 | Mondiali indoor | Sopot   | Salto in alto | 13º (q)   | 2,21 m      |      |